# Baillargues
Baillargues é uma comuna francesa na região administrativa de Occitânia, no departamento de Hérault. Estende-se por uma área de 7,68 km². Em 2010 a comuna tinha 7 809 habitantes (densidade: 1 016,8 hab./km²).